# Бырка (Оловяннинский район)
Бырка — посёлок при станции в Оловяннинском районе Забайкальского края России. Входит в состав Уртуйского сельского поселения.

## География
Посёлок находится на берегу реки Турга, на расстоянии 2 км к северо-западу от посёлка Уртуйский, центра сельского поселения, и 36 км к юго-востоку от посёлка городского типа Оловянная, административного центра района.

## Население
| 1989 | 2002 | 2010 | 2021 |
| ---- | ---- | ---- | ---- |
| 589  | ↘431 | ↗448 | ↘336 |

## Улицы
| - ул. Колхозная, - ул. Кооперативная, - ул. Линейная, | - ул. Набережная, - ул. Северная, - ул. Советская. |